# Kanton Bourg
Der Kanton Bourg ist ein ehemaliger, von 1790 bis 2015 bestehender französischer Wahlkreis im Arrondissement Blaye im Département Gironde und in der Region Aquitanien.

## Geschichte
Der Kanton wurde am 4. März 1790 im Zuge der Einrichtung der Départements als Teil des damaligen "Distrikts Blaye" gegründet.
Mit der Gründung der Arrondissements am 17. Februar 1800 wurde der Kanton als Teil des damaligen Arrondissements Blaye neu zugeschnitten.

## Gemeinden
| Gemeinde               | Einwohner Jahr | Fläche km² | Bevölkerungsdichte | Code INSEE | Postleitzahl |
| ---------------------- | -------------- | ---------- | ------------------ | ---------- | ------------ |
| Bayon-sur-Gironde      | 712 (2013)     | –          | – Einw./km²        | 33035      | 33710        |
| Bourg                  | 2187 (2013)    | –          | – Einw./km²        | 33067      | 33710        |
| Comps                  | 514 (2013)     | –          | – Einw./km²        | 33132      | 33710        |
| Gauriac                | 790 (2013)     | –          | – Einw./km²        | 33182      | 33710        |
| Lansac                 | 713 (2013)     | –          | – Einw./km²        | 33228      | 33710        |
| Mombrier               | 392 (2013)     | –          | – Einw./km²        | 33285      | 33710        |
| Prignac-et-Marcamps    | 1394 (2013)    | –          | – Einw./km²        | 33339      | 33710        |
| Pugnac                 | 2243 (2013)    | –          | – Einw./km²        | 33341      | 33710        |
| Saint-Ciers-de-Canesse | 804 (2013)     | –          | – Einw./km²        | 33388      | 33710        |
| Saint-Seurin-de-Bourg  | 382 (2013)     | –          | – Einw./km²        | 33475      | 33710        |
| Saint-Trojan           | 336 (2013)     | –          | – Einw./km²        | 33486      | 33710        |
| Samonac                | 454 (2013)     | –          | – Einw./km²        | 33500      | 33710        |
| Tauriac                | 1308 (2013)    | –          | – Einw./km²        | 33525      | 33710        |
| Teuillac               | 885 (2013)     | –          | – Einw./km²        | 33530      | 33710        |
| Villeneuve             | 397 (2013)     | –          | – Einw./km²        | 33551      | 33710        |